# Renneville (Eure)
Renneville è un comune francese di 243 abitanti situato nel dipartimento dell'Eure nella regione della Normandia.

## Società

### Evoluzione demografica
Abitanti censiti